# Осмица
Осмица (енгл. The Eight) је роман Американке Кетрин Невил из 1988. У поређењу са делом Умберта Екоа, који се први појавио, Осмица је посмодерна трологија, у којој јунакиња Кетрин Велис суочена са подземним светом.

## Радња
Основу вишеслојне приче чини потрага за шаховском гарнитуром из Монглана, где онај који успе да споји таблу са фигурама, обележене симболима са магичним знамењима, доспева до неслућене моћи. Прича почиње са појавом гарнитуре, тад у поседу Карла Великог, и води нас кроз векове до данашњих дана. Гро радње смештен је у време Француске револуције. Пред нама фигурирају и боре се у потрази за гарнитуром: Робеспјер, Мара, Наполеон, Катарина Велика.., разне шпијунске службе и моћници, а свако поглавље овог узбудљивог трилера прати један стадијум шаховске партије.